# Orke

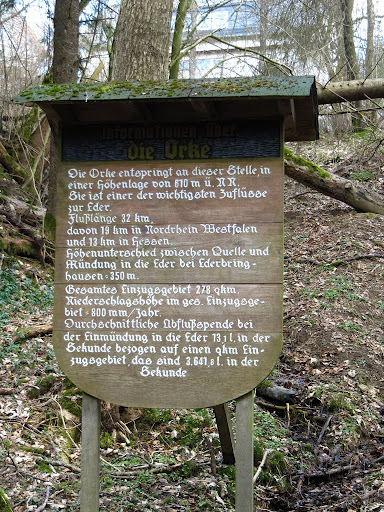
Orkequelle

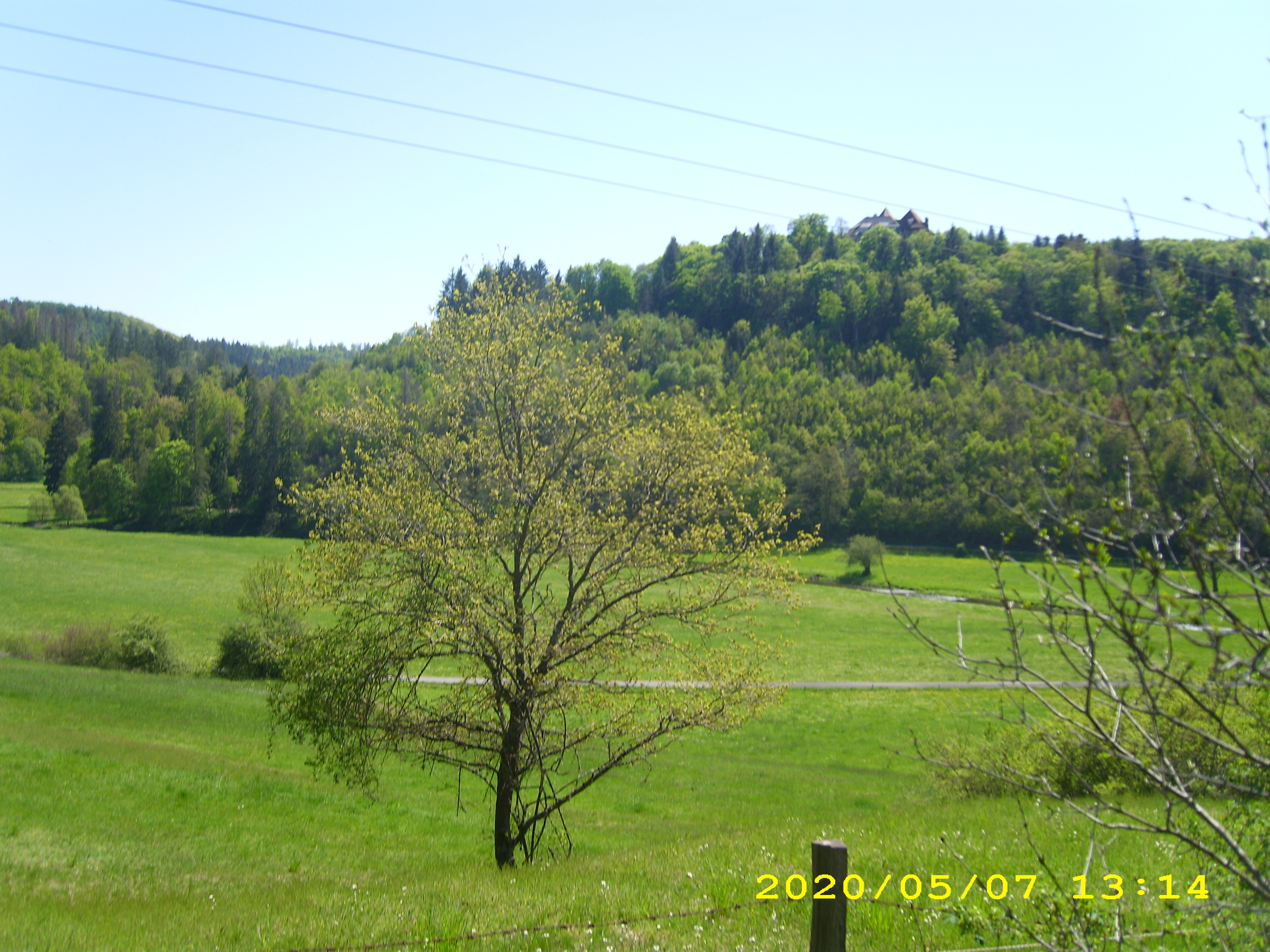
Das Eintrittstal der Orke in die Örksche Schweiz, Teillandschaft 332.33 des Ostsauerländer Gebirgsrandes, bei Dalwigksthal; oben im Hintergrund die Burg Lichtenfels

Die Orke ist ein etwa 38,2 km langer, westlicher und orographisch linker Zufluss der Eder im nordrhein-westfälischen Hochsauerlandkreis und im hessischen Landkreis Waldeck-Frankenberg. Sie ist mit einer mittleren Wasserführung von rund 4 m³/s der größte linke Zufluss der Eder. Fast der gesamte Lauf der Orke liegt in Naturschutzgebieten wie dem Naturschutzgebiet Winterberger Orketalsystem, wobei diese Gleichzeitig als FFH-Gebiet ausgewiesen wurden.

## Name
Der Fluss wird 1486 als die Orcken erstmals schriftlich erwähnt. Die gleichnamigen Orte Nieder- bzw. Oberorke erscheinen in den schriftlichen Aufzeichnungen schon im Jahr 1016 als Orcana. Die Deutung des Namens ist unsicher.

## Verlauf
Die Orke entspringt im westfälischen Hochsauerlandkreis im Nordostteil des Rothaargebirges. Ihre im Naturpark Sauerland-Rothaargebirge befindliche Quelle liegt am Südwestrand des Medebacher Ortsteils Küstelberg und etwa 880 m westlich des 791,3 m hohen Schlossberggipfels. Der in steilem Talschluss des zunächst nach Südwesten gerichteten Tales auf etwa 645 m ü. NHN gelegene Ursprung stellt den nördlichsten Punkt des Flusslaufs dar. Die Orke entspringt in einem kleinen – oberhalb ihres Zuflusses Reetsbergsiepen gelegenen – Quellgebiet aus der Vereinigung mehrerer Rinnsale.
Schon auf den ersten Metern wird die Orke von mehreren Holzbrücken überquert. Kurz darauf wird der überwiegend südostwärts verlaufende Fluss durch das Reetsbergsiepen, das Kesselsiepen und weitere Gerinne aus artenreichen Quellgründen verstärkt. Das anfangs rund 200 Meter tief eingesenkte Tal hat ein gestuftes Längsprofil und, zusammen mit den bei Elkeringhausen von Winterberg herabkommenden Seitentälern von Helle und Ehrenscheider Bach, eine ausgeprägte Trogtalform. Das nordwestlich, jenseits der Rhein-Weser-Wasserscheide, benachbarte Quellgebiet der Ruhr liegt dagegen in gefälleärmeren Mulden, die talaufwärts wie abgeschnitten zum tiefen Orketal ausstreichen. Danach umfließt die Orke in weitem Linksbogen die markante Berggruppe aus Reetsberg (792,2 m), Rösberg (früher Eggekopf genannt; 781 m) und Alter Grimme (754,9 m).
Unterhalb der Ehrenscheider Mühle und der ehemaligen Siedlung Wernsdorf, einer als Kulturdenkmal ausgewiesenen Wüstung, fließt die Orke im Vildischen Grund nach Osten, zwischen der Alten Grimme im Norden und der Hohen Seite (752,5 m) im Süden. Zwischen dem Forsthaus Kaltenscheid und dem Medebacher Ortsteil Medelon verlässt sie das Rothaargebirge und erreicht eine der naturräumlichen Untereinheiten des Ostsauerländer Gebirgsrandes, die Medebacher Bucht. Hier münden, nach Durchfließen von Medelon, von Norden her drei größere Zuflüsse: zunächst bei der Ober- und Mittelmühle der Gelängebach, dann, unterhalb der Polter- und Niedermühle, der von Medebach kommende Medebach und die Brühne, im Oberlauf auch Hagemecke genannt.
Inzwischen ruhiger fließend erreicht die Orke bei Verlassen des Naturparks Sauerland-Rothaargebirge den nordhessischen Landkreis Waldeck-Frankenberg. Östlich der Ortschaft Münden, einem Ortsteil von Lichtenfels, fließt der Orke der von Südwesten kommende Schwelgersbach zu. Dann leitet von der Orke ein künstlich angelegter Hochwasserkanal von etwa 130 m Länge zur Wilde Aa (Aar) über.
Zwischen Münden und dem Lichtenfelser Ortsteil Dalwigksthal, wo die Orke auf rund 150 m Fließstrecke entlang der Landesstraße 3076 (Orketalstraße) unterirdisch kanalisiert verläuft, mündet von Nordwesten her ihr größter Zufluss, die Wilde Aa (Aar), ein. Im ab hier windungsreichen Talabschnitt steht auf einem südlich des Flusstals gelegenen Bergsporn die Burg Lichtenfels, darunter unmittelbar am Südufer des Flusses das Haus  Sand. Die Orke tritt hier in ihr Durchbruchstal der Örkschen Schweiz (Waldeckischen Schweiz) ein, in dem auch, ein paar Kilometer flussabwärts in Tallage, das Schloss Reckenberg liegt. Nach Einmündung des von Norden aus Richtung Fürstenberg (Stadtteil von Lichtenfels) kommenden Heimbachs öffnet sich zum Austritt aus ihrer Schweiz die von steilen, mit Buchen bestandenen Hängen gesäumte Talsohle etwas und gibt den Vöhler Ortsteilen Nieder- und Oberorke Raum.
Etwas weiter südöstlich mündet die Orke bei Ederbringhausen (Ortsteil von Vöhl) nach Unterqueren der Bahnstrecke Warburg–Sarnau auf etwa 250 m Höhe in die aus Richtung Südsüdwesten kommende Eder. Östlich der Mündung, die der südlichsten Stelle ihres Flusslaufs entspricht, und jenseits der Eder befindet sich die Ruine der Keseburg.

## Einzugsgebiet und Zuflüsse
Das Einzugsgebiet der Orke ist 279,125 km² groß, davon 136,666 km² in Nordrhein-Westfalen und 142,46 km² in Hessen. Zu den Orke-Zuflüssen gehören mit orographischer Zuordnung (l = linksseitig, r = rechtsseitig), Gewässerlänge, Mündungsort mit Orkeflusskilometer – wenn bekannt – Einzugsgebietsgröße (flussabwärts betrachtet; wenn nicht anders genannt laut ):
- Reetsbergsiepen (l; 1,4 km; unterhalb Küstelberg; bei km 37,5)
- Helle (r; 3,7 km; unterhalb Elkeringhausen; bei km 33,85; 3,891 km²)
- Ehrenscheider Bach (r; 2,5 km; direkt oberhalb Ehrenscheider Mühle; bei km 22,95)
- Holzsiepen (r; ca. 1 km; unterhalb Ehrenscheider Mühle; bei km 32,55)
- Alte Holz (r; 1,1 km; unterhalb Ehrenscheider Mühle; bei km 32,45)
- Burbecke (l; 1,6 km; an ehemaliger Siedlung Wernsdorf (KD); bei km 31,8)
- Wolfsbach (r; ca. 1,6 km; unterhalb ehemaliger Siedlung Wernsdorf; nahe km 31,5)
- Röthmecke (l; 1,0 km; unterhalb ehemaliger Siedlung Wernsdorf; bei km 31,15)
- Brubecke (r; 1,5 km; unterhalb ehemaliger Siedlung Wernsdorf; nahe km 31,15)
- Kalmecke (r; ca. 1 km; unterhalb ehemaliger Siedlung Wernsdorf; bei km 30,3)
- Deutmecke (l; 1,9 km; unterhalb ehemaliger Siedlung Wernsdorf; nahe km 29,9; 2,544 km²)
- Gersmecke (l; 0,6 km; im Vildischen Grund; nahe km 29,25)
- Orndestal (l; 0,7 km; im Vildischen Grund; bei km 28,4)
- Dillmecke (r; 2,9 km; unterhalb Forsthaus Kaltenscheid; nahe km 27,75; 3,021 km²)
  - Das Düstere Hohl (Düsteres Hohl; l; 2,9 km; oberhalb Forsthaus Kaltenscheid; nahe Düsteres-Hohl-km 0,75)
- Rechtmecke (r; 1,8 km; oberhalb Sägewerk Marienglück; nahe km 26,35)
- Buckersgraben (r; ca. 0,5 km; am Sägewerk Marienglück; nahe km 26)
- Dormecke (r; 2,3 km; unterhalb Sägewerk Marienglück; bei km 25,1)
- Figgemecke (r; 1,3 km; unterhalb Medelon; bei km 23,45)
- Heimecke (l; 3,6 km; unterhalb Medelon; nahe km 23,1; 2,646 km²)
- Gelängebach (l; 7,2 km; unterhalb Ober- und Mittelmühle; nahe km 20,75; 14,854 km²)
- Medebach (l; 7,9 km; unterhalb Polter- und Niedermühle; nahe km 19,15; 8,345 km²)
- Bribe (r; 2,5 km; unterhalb Polter- und Niedermühle; bei km 18,45)
- Brühne (Hagemecke) (l; 7,8 km; unterhalb Polter- und Niedermühle; nahe km 18,45; 15,506 km²)
- Schwelgersbach (r; 5,5 km; unterhalb Münden; nahe km 14,85; 8,06 km²)
- Wilde Aa (Aar) (l; 27,1 km; in Dalwigksthal; nahe km 12,15; 126,548 km²)
- Heimbach (l; 8,6 km; unterhalb Schloss Reckenberg; nahe km 5,5; 28,034 km²)
- Sasselbach (l; 4,2 km; in Ederbringhausen; nahe km 0,95; 4,498 km²[8])

## Ortschaften
Ortschaften an und nahe der Orke sind (flussabwärts betrachtet):
| - Küstelberg (zu Medebach) - Elkeringhausen (zu Winterberg) - Medelon (zu Medebach) - Münden (zu Lichtenfels) | - Dalwigksthal (zu Lichtenfels) - Niederorke (zu Vöhl) - Oberorke (etwas abseits bzw. oberhalb des Flusses gelegen; zu Vöhl) - Ederbringhausen (zu Vöhl) |

## Verkehr und Wandern
Den Oberlauf der Orke begleitet die Kreisstraße 50, die von der Winterberger Kernstadt durch Elkeringhausen zur nach Küstelberg führenden Landesstraße 740 verläuft. Durch den zwischen Alter Grimme und Hoher Seite liegende Talabschnitt mit dem Vildischen Grund führt zwischen der K 50 bei Elkeringhausen und der (nordrhein-westfälischen) L 617 (Hesborn–Medelon–Medebach) bei Medelon ein Fahrweg. Fortan wird sie bei und durch Medelon von der L 617 begleitet. Ab der Ober- und Mittelmühle folgt der Orke die L 858, die erst in die L 740 und dann, jenseits der Landesgrenze, in die (hessische) L 617 (Münden−Dalwigksthal) übergeht. Zwischen Dalwigksthal, wo die L 3076 (Rhadern−Dalwigksthal−Sachsenberg) kreuzt, und Niederorke, wo die L 3084 (Sachsenberg−Niederorke−Buchenberg) kreuzt, wird der Unterlauf von einem Fahrweg begleitet. Ab Niederorke führt die K 85 bis zum Mündungsort Ederbringhausen entlang der Orke. Wenige Meter oberhalb der Mündung in die Eder unterquert die Orke die Bahnstrecke Warburg–Sarnau.
In Elkeringhausen und bei der Siedlung Wernsdorf wird die Orke von der Winterberger Hochtour gequert, einem Wanderweg, der die Ortsteile, Berge und Täler Winterbergs verbindet. Entlang eines Flussabschnitts bei Medelon führt der 9,5 km lange Lehrpfad Gewässerpfad Orke, auf dem an 13 Stationen mit Schautafeln Wissenswertes über den Lebensraum Fließgewässer und Aue zu erfahren ist.